# Prins (roman)
Prins este primul roman scris de Petru Popescu și publicat în 1969 de Editura pentru literatură din București. Romanul descrie trăirile unui tânăr inginer (al cărui nume nu este cunoscut) după ce acesta află că este bolnav incurabil. În paralel, este prezentată povestea tragică de dragoste dintre inginer și Corina, precum și povestea prieteniei inginerului cu Bibi, fost coleg de liceu.

## Prezentarea impactului produs de roman
Romanul "Prins" a avut un mare succes literar, consacrându-l pe autor ca nume de referință al literaturii române. Filologul George Pruteanu a descris astfel efectul pe care l-a produs în epocă apariția acestui roman: "«Prins» a surprins. Un popescu, până atunci ca toți popeștii, a fost citit, deodată, cu sufletul la gură. Stăteai de vorbă cu un profesor universitar - pe biroul lui era «Prins». Îți comandai un costum la croitorul din cartier, între foarfece și degetare - Prins. Studentele între ele, vai, ah, oh «Prins»!". 
În "Istoria literaturii române contemporane", criticul literar Alex Ștefănescu scrie astfel despre romanul "Prins": "Cu primul său roman, "Prins"(1969), Petru Popescu a făcut senzație, ca un hippy care ar fi apărut la un congres P.C.R.". 

## Personaje
- Inginerul - personajul principal al romanului; la câteva zile după ce a participat la petrecerea de Revelion, unde s-a sărbătorit și trecerea a 10 ani de la sfârșitul liceului, el află că suferă e o boală incurabilă și că va muri în mai puțin de un an.
- Bogdan Pogoneanu (Bibi) - inginer la Constanța, fost coleg de liceu și de facultate cu Inginerul
- Corina - verișoara lui Paul Plopescu, profesoară de desen la liceul unde a învățat Inginerul; este îndrăgostită în secret de Inginer
- Nina - vecina de vizavi a inginerului; lucrează la Televiziune
- Irina - iubita din studenție a inginerului
- Sorin Weltmann - conferențiar doctor, soțul Irinei
- Paul Plopescu - scriitor, fost coleg de facultate cu Inginerul și cu Bibi
- Radu - fratele mai mic al inginerului